# Destil·lació al vapor

Aparell per destil·lar al vapor en laboratori

La destil·lació al vapor o  hidrodestil·lació és un tipus especial de destil·lació (un procés de separació) per materials sensibles a la temperatura com són els compostos aromàtics. És un sistema molt antic i ja el coneixien els àrabs al segle IX. Un flux de vapor d'aigua s'injecta en contacte amb un líquid orgànic. L'objectiu és emportar-se amb el vapor d'aigua els constituents volàtils dels productes originals. S'aplica als compostos gens o poc solubles en aigua.
Molts compostos orgànics tendeixen a la descomposició química a temperatures sostingudes altes. La separació per la destil·lació normal no és aleshores una opció i, per tant, l'aigua o el vapor s'introdueix dins l'aparell de destil·lació. Afegint aigua o vapor el punt d'ebullició dels compostos s'abaixa permetent que s'evaporin a temperatures més baixes. Si les substàncies a destil·lar són molt senssibles a la calor, la destil·lació al vapor es pot combinar amb la destil·lació al buit. Després de la destil·lació els vapors es condensen com normalment i normalment donen dos sistemes de fase d'aigua i de compostos orgànics, permetent una separació simple.

## Principi[1]
Quan una mescla de dos líquids pràcticament inmiscibles s'escalfa agitant-los per exposar els dos líquids a la fase de vapor, la pressió de vapor de tot el sistema s'incrementa i molts compostos insolubles en aigua poden ser purificats ben per sota de la seva temperatura de descomposició. Per exemple el punt d'ebullició del bromobenzè és 156 °C i el de l'aigua és 100 °C, però una mescla dels dos bull a 95 °C.

## Aplicacions
Es fa servir aquest sistema de separació per fabricar olis essencials, per a perfums, per exemple. En aquest mètode el vapor passa a través del material de la planta que conté l'oli essencial desitjat. Amb aquest mètode s'obtenen els olis essencials de rosa, d'Eucalyptus i de taronja a escala industrial. També es fa servir en la síntesi de compostos orgànics complexos.
Es fa servir molt en les refineries de petroli i les plantes petroquímiques on, en anglès, es diu "steam stripping".